# دهستان حیات داوود
حیات داود، دهستانی از توابع بخش مرکزی شهرستان گناوه در استان بوشهر در ایران است.

## نام
نام این دهستان از نام طایفهٔ حیات داوودی یکی از ایلات لر که بومیان همین منطقه هستند گرفته شده است.

## مردم
مردم این دهستان لرهای حیات داوودی هستند و به زبان لری سخن می‌گویند.

## جمعیت
براساس سرشماری سال ۱۳۸۵ جمعیت آن ۱۰٬۸۱۹ نفر (۲٬۳۹۲ خانوار) بوده‌است.